# Donzige klaproos
De donzige klaproos (Papaver rupifragum) is een vaste plant.

## Papaver rupifragumvar.atlanticum
De variëteit Papaver rupifragum var. atlanticum (synoniem: Papaver atlanticum) komt van nature voor in Spanje en in Marokko. Deze variëteit wordt ook wel Marokkaanse papaver, Spaanse klaproos of donzige klaproos genoemd.
De laatste jaren komt de plant ook voor in het wild in Duitsland, in de buurt van Keulen. Ook in Nederland komt de plant steeds vaker (verwilderd) voor. Met name in de grotere steden: Amsterdam, Den Haag, Groningen, Utrecht etc. 
De oranje bloemen bloeien in de periode april tot juni. De zaden zijn bruin en gerimpeld. De behaarde bladeren zijn grondstandig, geveerd en gelobd. De plant wordt 30-100 cm hoog.
Voor in de tuin is er de cultivar Papaver atlanticum 'Semiplenum'. Deze cultivar kan zowel langs randen als in perken geplant worden. Deze variëteit heeft enigszins dubbele bloemen.